# Bert Hunn
Pour les articles homonymes, voir Hunn.
Bert Hunn est un acteur américain du cinéma muet.

## Biographie
Il a tourné une trentaine de films de court-métrage pour la Keystone, jouant notamment un des Keystone Cops.

## Filmographie
- 1913 A Deaf Burglar (it) de Henry Lehrman : Neighbor with Rifle
- 1913 The Two Widows de Henry Lehrman : Wedding Party Guest
- 1913 On His Wedding Day de Mack Sennett : Wedding Guest (non crédité)
- 1913 Hide and Seek de Mack Sennett : 2nd Fireman
- 1913 A Life in the Balance de Mack Sennett : Cop (non crédité)
- 1913 A Fishy Affair de Mack Sennett : Prowler
- 1913 Le Jazz de Mabel (That Ragtime Band) de Mack Sennett : Man in Audience (non crédité)
- 1913 Their First Execution de Mack Sennett : Convict
- 1913 Toplitsky and Company de Henry Lehrman : Clothes Customer/Bath House Customer (non crédité)
- 1913 Mabel et le caramel (en) (The Waiters' Picnic) de Mack Sennett : A Cafe Patron
- 1913 Par le trou de la serrure (Peeping Pete) de Mack Sennett : Villager (non crédité)
- 1913 A Bandit de Mack Sennett : Villager (non crédité)
- 1913 Rastus and the Game Cock de Mack Sennett : Dice Player (non crédité)
- 1913 Safe in Jail (en) de Mack Sennett : Villager (non crédité)
- 1913 A Chip Off the Old Block de Henry Lehrman : Cop (non crédité)
- 1913 Mabel fait du cinéma (Mabel's Dramatic Career) de Mack Sennett : Movie Crewman/Man in Audience (non crédité)
- 1913 The Janitor de Wilfred Lucas : Cop (non crédité)
- 1913 Mabel aux courses (The Speed Kings) de Wilfred Lucas : Spectator Next to Mabel (non crédité)
- 1913 Fatty à San Diego (en) (Fatty at San Diego) de George Nichols : Theatre Patron (non crédité)
- 1913 Idylle vaseuse (A Muddy Romance) de Mack Sennett : Water Policeman (non crédité)
- 1913 Fatty policeman (Fatty Joins the Force) de George Nichols : Cop at station house (non crédité)
- 1913 Cohen sauve l'armée (en) de Mack Sennett : Soldier (non crédité)
- 1913 La Source pétrolière (The Gusher) de Mack Sennett : 1er acolyte
- 1914 Fatty shérif (The Under Sheriff) de George Nichols : Villager (non crédité)
- 1914 Charlot fait du cinéma (A Film Johnnie) de George Nichols : Audience Member (non crédité)
- 1914 Charlot danseur (Tango Tangles) de Mack Sennett : Guest (non crédité)
- 1914 Charlot entre le bar et l'amour (His Favorite Pastime) de George Nichols : Bartender (non crédité)
- 1914 Charlot marquis (Cruel, Cruel Love) de George Nichols : Tall Ambulance Attendant (non crédité)
- 1914 Charlot garçon de café (Caught in a Cabaret) de Mabel Normand : Cabaret Patron/Garden Party Waiter (non crédité)
- 1914 Mabel's Blunder de Mabel Normand
- 1915 Love in Armor de Nick Cogley, Francis J. Grandon, Frank Griffin et Mack Sennett
- 1915 Settled at the Seaside de Frank Griffin
- 1915 The Butler's Busted Romance de David Kirkland
- 1915 Only a Messenger Boy de Frank Griffin et Ford Sterling